# Großer Preis von China 2009
Der Große Preis von China 2009 (offiziell 2009 Formula 1 Chinese Grand Prix) fand am 19. April auf dem Shanghai International Circuit in Shanghai statt und war das dritte Rennen der Formel-1-Weltmeisterschaft 2009.

## Berichte

### Hintergrund
Nach dem Großen Preis von Malaysia führte Jenson Button in der Fahrerwertung mit fünf Punkten vor Rubens Barrichello und mit 6,5 Punkten vor Jarno Trulli. In der Konstrukteurswertung führte Brawn-Mercedes mit 8,5 Punkten vor Toyota und mit 21 Punkten vor Renault.
Ferrari und Renault verzichteten auf KERS.
Mit Barrichello, Fernando Alonso, Kimi Räikkönen und Lewis Hamilton (jeweils einmal) traten vier ehemalige Sieger zu diesem Grand Prix an.

### Training
Im ersten freien Training erzielte Hamilton seine erste Trainingsbestzeit der Saison. Auf Platz zwei und drei folgten die Brawn-Piloten Button und Barrichello.
Im zweiten Freitagstraining sicherte sich Button die Bestzeit vor Nico Rosberg und Barrichello.
Im dritten freien Training erzielte Rosberg die schnellste Runde vor Trulli und Hamilton.

### Qualifying
Das Qualifying bestand aus drei Teilen mit einer Nettolaufzeit von 45 Minuten. Im ersten Qualifying-Segment (Q1) hatten die Fahrer 18 Minuten Zeit, um sich für das Rennen zu qualifizieren. Die besten 15 Fahrer erreichten den nächsten Teil. Button war Schnellster. Die beiden Die Force-India-Piloten, Robert Kubica, Nelson Piquet jr. und Sébastien Buemi schieden aus.
Der zweite Abschnitt (Q2) dauerte 15 Minuten. Die schnellsten zehn Piloten qualifizierten sich für den dritten Teil des Qualifyings. Sebastian Vettel war Schnellster. Kazuki Nakajima, Timo Glock, Felipe Massa, Heikki Kovalainen und Nick Heidfeld schieden aus.
Der letzte Abschnitt (Q3) ging über eine Zeit von zwölf Minuten, in denen die ersten zehn Startpositionen vergeben wurden. Vettel fuhr mit einer Zeit von 1:36,184 Minuten die Bestzeit und sicherte sich so seine zweite Pole-Position vor Alonso und seinem Teamkollegen Mark Webber.

### Rennen

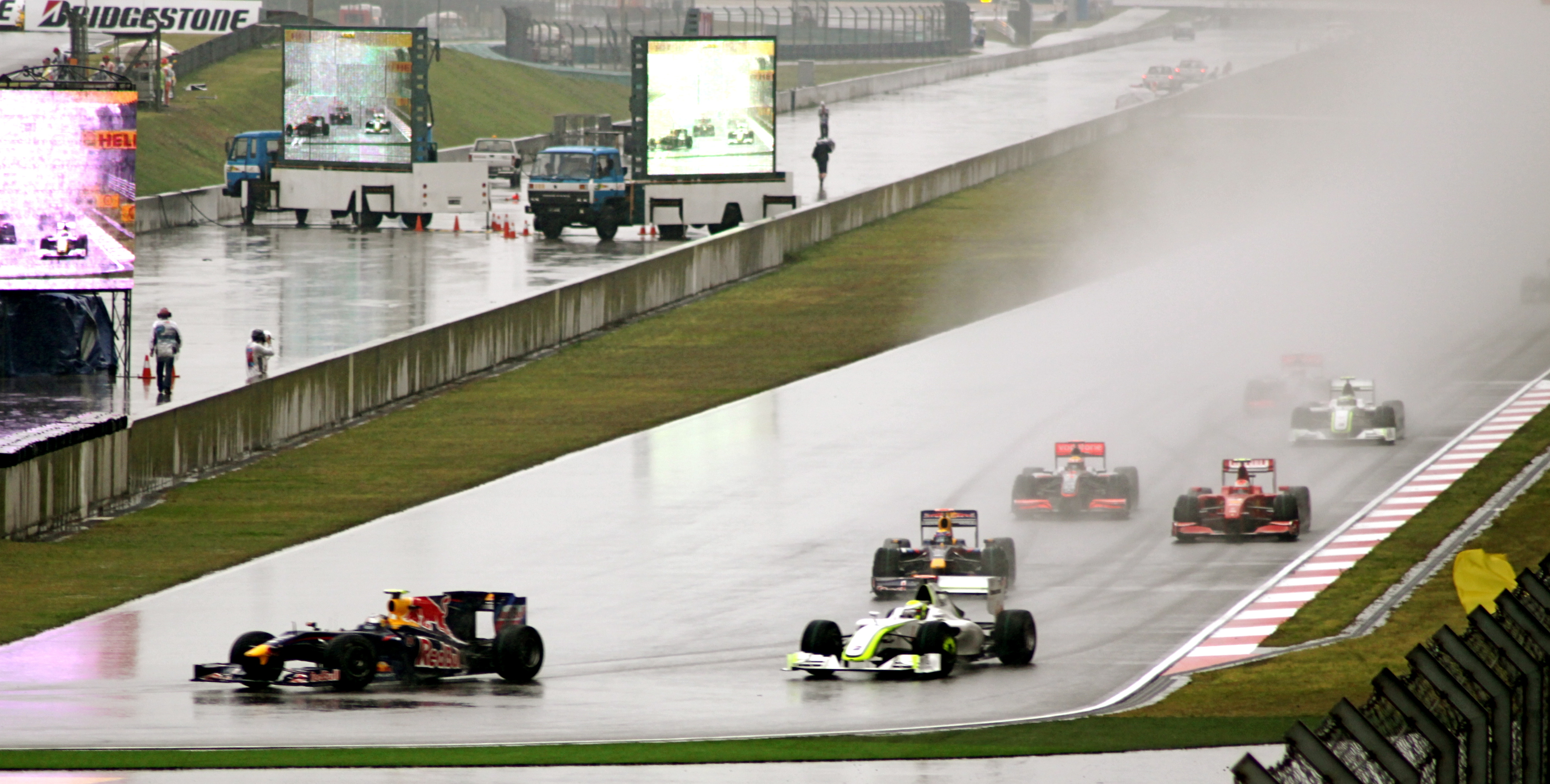
Das Führungsfeld kurze Zeit nach dem Start hinter dem Safety Car

Das Rennen wurde wegen starken Regens und entsprechend nasser Rennstrecke hinter dem Safety-Car um 15 Uhr CNST gestartet. In der Safety-Car-Phase suchten einige Fahrer ihre Box auf, da sie nicht genug Kraftstoff an Bord hatten. Am Ende der Safety-Car-Phase, nach dem Ende der achten Runde, gab es eine von der Startaufstellung abweichende Doppelführung der Red Bull-Boliden, da Alonso durch seinen Boxenstopp den zweiten Platz verloren hatte.

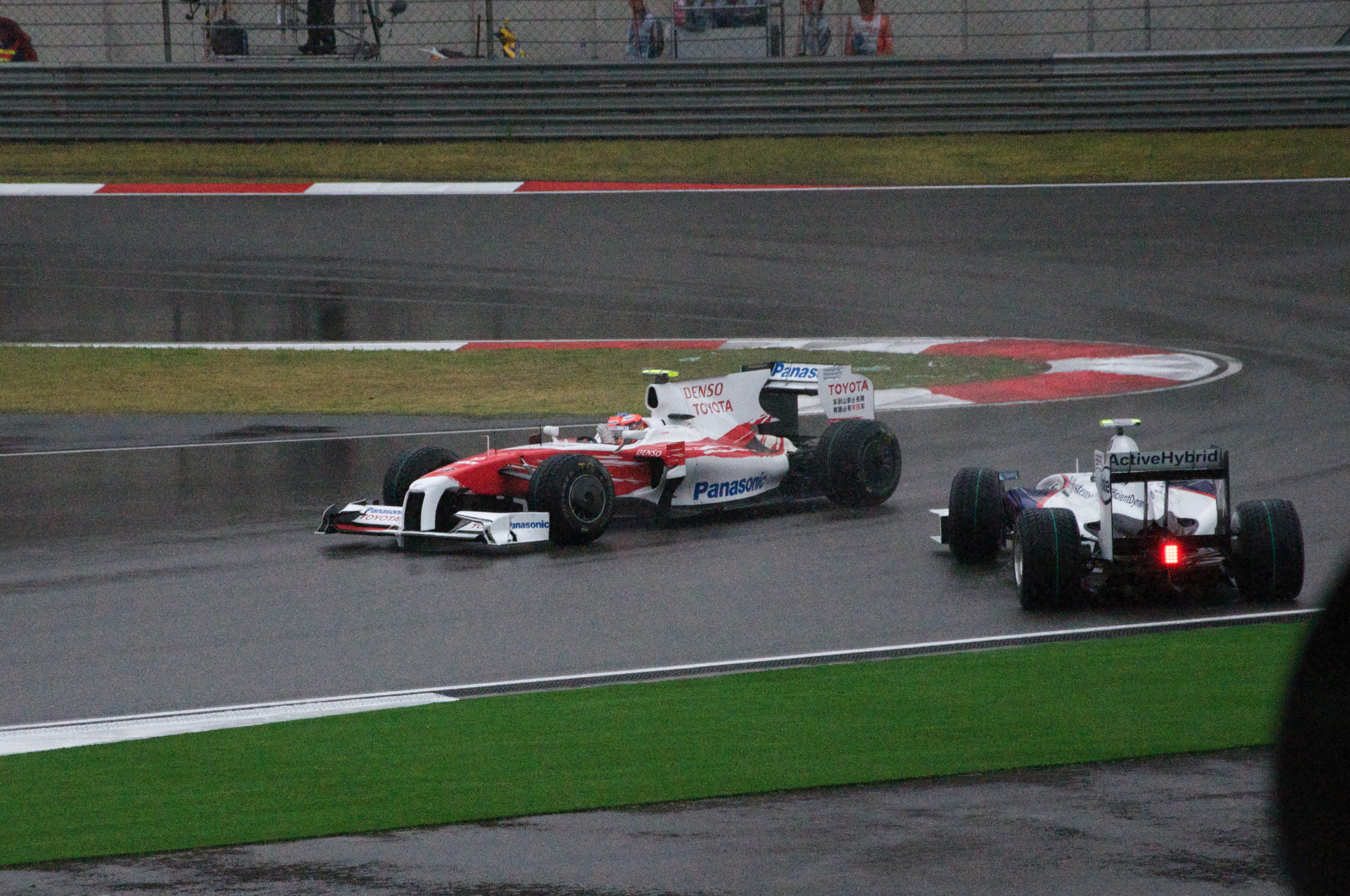
Nick Heidfeld und Timo Glock kollidierten auf der nassen Strecke

Nach dem fliegenden Start zog Hamilton an Räikkönen, der zwischenzeitlich neben der Strecke war, vorbei und überholte zwei Runden später auch Trulli. Die Red Bull-Piloten führten das Rennen souverän an und wurden von den Brawn-Piloten gefolgt. Nachdem zunächst Barrichello den dritten Platz belegt hatte, musste er diese Position nach einem Ausflug neben die Strecke an seinen Teamkollegen abgeben. Wie zuvor Hamilton überholte auch Buemi Räikkönen und Trulli. Wenig später zog auch Massa an den beiden vorbei. Im hinteren Teil des Feldes kam es zu einer Kollision zwischen Heidfeld und Glock, jedoch konnten beide weiterfahren. Nachdem Hamilton einen Fahrfehler gemacht hatte, fiel er hinter Räikkönen zurück und es kam zu mehreren Positionswechseln zwischen den beiden.
Nachdem Vettel und Webber ihren ersten Boxenstopp absolviert hatten, gab es eine Brawn-Doppelführung mit Button an der Spitze. Allerdings konnten die beiden Brawn-Piloten den Vorteil ihres schweren Autos nicht ausnutzen, da das Safety Car nach einer Kollision von Trulli und Kubica erneut auf die Strecke kam. Während der Safety-Car-Phase nutzen einige Piloten, unter anderem Button und Barrichello, die Gelegenheit und absolvierten einen Boxenstopp. Für Massa, der sich auf den dritten Rang vorgearbeitet hatte, war das Rennen nach 21 Runden wegen eines technischen Defekts beendet.
In der Mitte des Rennens konnte Vettel seine Führung vor Button ausbauen. Button wurde innerhalb von vier Runden zweimal von Webber überholt, der somit eine Doppelführung für Red Bull erreichte. Die beiden Red Bull-Piloten konnten diese Doppelführung auch nach den zweiten Boxenstopps gegen die Brawn-Piloten Button und Barrichello verteidigen.

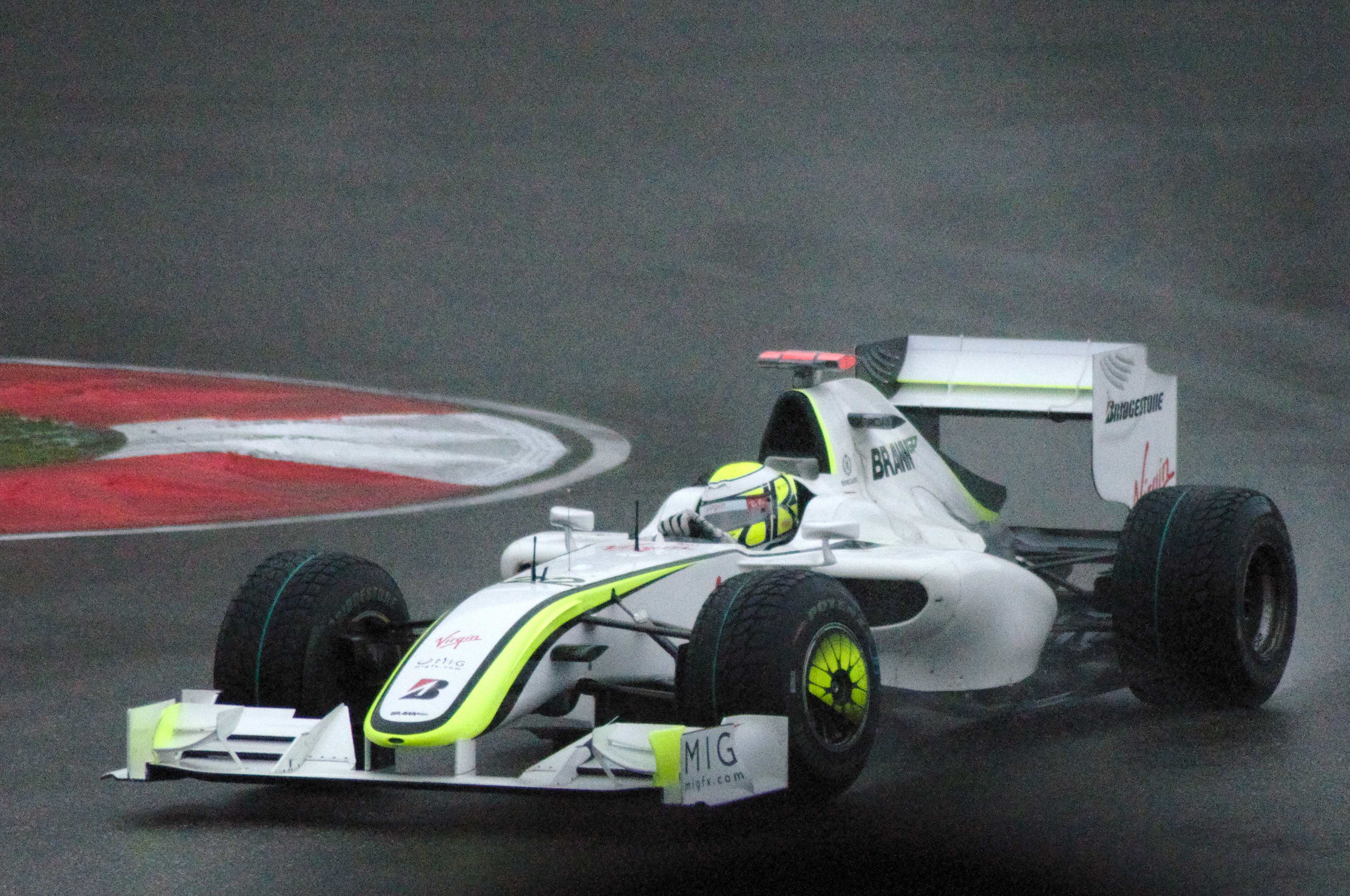
Jenson Button behielt mit einem dritten Platz die WM-Führung

Force-India-Pilot Adrian Sutil hatte sich im Laufe des Rennens bis auf den siebten Platz vorgearbeitet und hatte somit gute Chancen auf Punkte. Jedoch verlor er ohne Fremdeinwirkung die Kontrolle über sein Auto und schied aus. Sutil blieb unverletzt. Obwohl Teile auf der Strecke lagen, kam das Safety-Car dieses Mal nicht auf die Strecke. Schließlich gewann Vettel das Rennen vor seinem Teamkollegen Webber und sorgte damit für den ersten Red Bull-Sieg, der zugleich ein Doppelsieg war. Den dritten Platz belegte Button, der sich bis zum Rennende vor seinem Teamkollegen Barrichello halten konnte. Die weiteren Punkte gingen an Kovalainen, Hamilton, Glock und Buemi.
Bei der anschließenden Siegerehrung kam es zu einem Fauxpas der Verantwortlichen, als an Stelle der österreichischen Nationalhymne für Red Bull Racing die britische erklang.
Button baute seine Führung in der Fahrerwertung vor seinem Teamkollegen Barrichello weiter aus. Vettel verbesserte sich auf den dritten Platz. In der Konstrukteurswertung baute Brawn-Mercedes die Führung auf. Red Bull-Renault war nun erster Verfolger vor Toyota.

## Meldeliste
| Team                      | Nr. | Fahrer               | Chassis           | Motor                | Reifen |
| ------------------------- | --- | -------------------- | ----------------- | -------------------- | ------ |
| Vodafone McLaren Mercedes | 01  | Lewis Hamilton       | McLaren MP4-24    | Mercedes-Benz 2.4 V8 | B      |
| Vodafone McLaren Mercedes | 02  | Heikki Kovalainen    | McLaren MP4-24    | Mercedes-Benz 2.4 V8 | B      |
| Scuderia Ferrari Marlboro | 03  | Felipe Massa         | Ferrari F60       | Ferrari 2.4 V8       | B      |
| Scuderia Ferrari Marlboro | 04  | Kimi Räikkönen       | Ferrari F60       | Ferrari 2.4 V8       | B      |
| BMW Sauber F1 Team        | 05  | Robert Kubica        | BMW Sauber F1.09  | BMW 2.4 V8           | B      |
| BMW Sauber F1 Team        | 06  | Nick Heidfeld        | BMW Sauber F1.09  | BMW 2.4 V8           | B      |
| ING Renault F1 Team       | 07  | Fernando Alonso      | Renault R29       | Renault 2.4 V8       | B      |
| ING Renault F1 Team       | 08  | Nelson Piquet jr.    | Renault R29       | Renault 2.4 V8       | B      |
| Panasonic Toyota Racing   | 09  | Jarno Trulli         | Toyota TF109      | Toyota 2.4 V8        | B      |
| Panasonic Toyota Racing   | 10  | Timo Glock           | Toyota TF109      | Toyota 2.4 V8        | B      |
| Scuderia Toro Rosso       | 11  | Sébastien Bourdais   | Toro Rosso STR4   | Ferrari 2.4 V8       | B      |
| Scuderia Toro Rosso       | 12  | Sébastien Buemi      | Toro Rosso STR4   | Ferrari 2.4 V8       | B      |
| Red Bull Racing           | 14  | Mark Webber          | Red Bull RB5      | Renault 2.4 V8       | B      |
| Red Bull Racing           | 15  | Sebastian Vettel     | Red Bull RB5      | Renault 2.4 V8       | B      |
| AT&T Williams             | 16  | Nico Rosberg         | Williams FW31     | Toyota 2.4 V8        | B      |
| AT&T Williams             | 17  | Kazuki Nakajima      | Williams FW31     | Toyota 2.4 V8        | B      |
| Force India F1 Team       | 20  | Adrian Sutil         | Force India VJM02 | Mercedes-Benz 2.4 V8 | B      |
| Force India F1 Team       | 21  | Giancarlo Fisichella | Force India VJM02 | Mercedes-Benz 2.4 V8 | B      |
| Brawn GP Formula 1 Team   | 22  | Jenson Button        | Brawn BGP 001     | Mercedes-Benz 2.4 V8 | B      |
| Brawn GP Formula 1 Team   | 23  | Rubens Barrichello   | Brawn BGP 001     | Mercedes-Benz 2.4 V8 | B      |

Anmerkungen
1. ↑  Die Startnummern 18 und 19 wurden wegen des Rückzugs des Honda-Teams nicht vergeben. Das Nachfolgeteam Brawn GP bekam als Neuling traditionell die letzten Startnummern, das Team Force India rückte aus Marketinggründen nicht auf.

## Klassifikationen

### Qualifying
| Pos. | Fahrer               | Konstrukteur         | Q1       | Q2       | Q3       | Start |
| ---- | -------------------- | -------------------- | -------- | -------- | -------- | ----- |
| 01   | Sebastian Vettel     | Red Bull-Renault     | 1:36,565 | 1:35,130 | 1:36,184 | 01    |
| 02   | Fernando Alonso      | Renault              | 1:36,443 | 1:35,803 | 1:36,381 | 02    |
| 03   | Mark Webber          | Red Bull-Renault     | 1:35,751 | 1:35,173 | 1:36,466 | 03    |
| 04   | Rubens Barrichello   | Brawn-Mercedes       | 1:35,701 | 1:35,503 | 1:36,493 | 04    |
| 05   | Jenson Button        | Brawn-Mercedes       | 1:35,533 | 1:35,556 | 1:36,532 | 05    |
| 06   | Jarno Trulli         | Toyota               | 1:36,308 | 1:35,645 | 1:36,835 | 06    |
| 07   | Nico Rosberg         | Williams-Toyota      | 1:35,941 | 1:35,809 | 1:37,397 | 07    |
| 08   | Kimi Räikkönen       | Ferrari              | 1:36,137 | 1:35,856 | 1:38,089 | 08    |
| 09   | Lewis Hamilton       | McLaren-Mercedes (K) | 1:35,776 | 1:35,740 | 1:38,595 | 09    |
| 10   | Sébastien Buemi      | Toro Rosso-Ferrari   | 1:36,284 | 1:35,965 | 1:39,321 | 10    |
| 11   | Nick Heidfeld        | BMW Sauber (K)       | 1:36,525 | 1:35,975 | –        | 11    |
| 12   | Heikki Kovalainen    | McLaren-Mercedes (K) | 1:36,646 | 1:36,032 | –        | 12    |
| 13   | Felipe Massa         | Ferrari              | 1:36,178 | 1:36,033 | –        | 13    |
| 14   | Timo Glock           | Toyota               | 1:36,364 | 1:36,066 | –        | 19    |
| 15   | Kazuki Nakajima      | Williams-Toyota      | 1:36,673 | 1:36,193 | –        | 14    |
| 16   | Sébastien Bourdais   | Toro Rosso-Ferrari   | 1:36,906 | –        | –        | 15    |
| 17   | Nelson Piquet jr.    | Renault              | 1:36,908 | –        | –        | 16    |
| 18   | Robert Kubica        | BMW Sauber           | 1:36,966 | –        | –        | 17    |
| 19   | Adrian Sutil         | Force India-Mercedes | 1:37,669 | –        | –        | 18    |
| 20   | Giancarlo Fisichella | Force India-Mercedes | 1:37,672 | –        | –        | 20    |

Anmerkungen
(K) = Rennwagen mit KERS
1. ↑  Glock erhielt aufgrund eines Getriebewechsels eine Startplatzstrafe von fünf Plätzen.

### Rennen
| Pos. | Fahrer               | Konstrukteur         | Runden | Stopps | Zeit        | Start | Schnellste Runde |
| ---- | -------------------- | -------------------- | ------ | ------ | ----------- | ----- | ---------------- |
| 01   | Sebastian Vettel     | Red Bull-Renault     | 56     | 2      | 1:57:43,485 | 01    | 1:52,627 (42.)   |
| 02   | Mark Webber          | Red Bull-Renault     | 56     | 2      | + 10,970    | 03    | 1:52,980 (42.)   |
| 03   | Jenson Button        | Brawn-Mercedes       | 56     | 2      | + 44,975    | 05    | 1:53,546 (44.)   |
| 04   | Rubens Barrichello   | Brawn-Mercedes       | 56     | 2      | + 1:03,704  | 04    | 1:52,592 (42.)   |
| 05   | Heikki Kovalainen    | McLaren-Mercedes (K) | 56     | 1      | + 1:05,102  | 12    | 1:54,516 (41.)   |
| 06   | Lewis Hamilton       | McLaren-Mercedes (K) | 56     | 1      | + 1:11,866  | 09    | 1:54,665 (39.)   |
| 07   | Timo Glock           | Toyota               | 56     | 1      | + 1:14,476  | 19    | 1:52,703 (42.)   |
| 08   | Sébastien Buemi      | Toro Rosso-Ferrari   | 56     | 2      | + 1:16,439  | 10    | 1:54,590 (42.)   |
| 09   | Fernando Alonso      | Renault              | 56     | 2      | + 1:24,309  | 02    | 1:54,481 (38.)   |
| 10   | Kimi Räikkönen       | Ferrari              | 56     | 1      | + 1:31,750  | 08    | 1:55,396 (38.)   |
| 11   | Sébastien Bourdais   | Toro Rosso-Ferrari   | 56     | 1      | + 1:34,156  | 15    | 1:53,474 (43.)   |
| 12   | Nick Heidfeld        | BMW Sauber (K)       | 56     | 1      | + 1:35,834  | 11    | 1:54,158 (40.)   |
| 13   | Robert Kubica        | BMW Sauber           | 56     | 2      | + 1:46,853  | 17    | 1:55,350 (44.)   |
| 14   | Giancarlo Fisichella | Force India-Mercedes | 55     | 1      | + 1 Runde   | 20    | 1:56,239 (37.)   |
| 15   | Nico Rosberg         | Williams-Toyota      | 55     | 3      | + 1 Runde   | 07    | 1:54,243 (55.)   |
| 16   | Nelson Piquet jr.    | Renault              | 54     | 3      | + 2 Runden  | 16    | 1:55,535 (42.)   |
| 17   | Adrian Sutil         | Force India-Mercedes | 50     | 2      | DNF         | 18    | 1:54,777 (41.)   |
| –    | Kazuki Nakajima      | Williams-Toyota      | 43     | 2      | DNF         | 14    | 1:56,167 (38.)   |
| –    | Felipe Massa         | Ferrari              | 20     | 0      | DNF         | 13    | 1:56,484 (16.)   |
| –    | Jarno Trulli         | Toyota               | 18     | 0      | DNF         | 06    | 2:00,330 (14.)   |

Anmerkungen
(K) = Rennwagen mit KERS

## WM-Stände nach dem Rennen
Die ersten acht des Rennens bekamen 10, 8, 6, 5, 4, 3, 2 bzw. 1 Punkt(e).

### Fahrerwertung
| Pos. | Fahrer             | Konstrukteur     | Punkte |
| ---- | ------------------ | ---------------- | ------ |
| 01   | Jenson Button      | Brawn-Mercedes   | 21,0   |
| 02   | Rubens Barrichello | Brawn-Mercedes   | 15,0   |
| 03   | Sebastian Vettel   | Red Bull-Renault | 10,0   |
| 04   | Timo Glock         | Toyota           | 10,0   |
| 05   | Mark Webber        | Red Bull-Renault | 9,5    |
| 06   | Jarno Trulli       | Toyota           | 8,5    |
| 07   | Nick Heidfeld      | BMW Sauber       | 4,0    |
| 08   | Fernando Alonso    | Renault          | 4,0    |
| 09   | Heikki Kovalainen  | McLaren-Mercedes | 4,0    |
| 10   | Lewis Hamilton     | McLaren-Mercedes | 4,0    |

| Pos. | Fahrer               | Konstrukteur         | Punkte |
| ---- | -------------------- | -------------------- | ------ |
| 11   | Nico Rosberg         | Williams-Toyota      | 3,5    |
| 12   | Sébastien Buemi      | Toro Rosso-Ferrari   | 3,0    |
| 13   | Sébastien Bourdais   | Toro Rosso-Ferrari   | 1,0    |
| 14   | Adrian Sutil         | Force India-Mercedes | 0,0    |
| 15   | Felipe Massa         | Ferrari              | 0,0    |
| 16   | Kimi Räikkönen       | Ferrari              | 0,0    |
| 17   | Giancarlo Fisichella | Force India-Mercedes | 0,0    |
| 18   | Kazuki Nakajima      | Williams-Toyota      | 0,0    |
| 19   | Robert Kubica        | BMW Sauber           | 0,0    |
| 20   | Nelson Piquet jr.    | Renault              | 0,0    |

### Konstrukteurswertung
| Pos. | Konstrukteur     | Punkte |
| ---- | ---------------- | ------ |
| 01   | Brawn-Mercedes   | 36,0   |
| 02   | Red Bull-Renault | 19,5   |
| 03   | Toyota           | 18,5   |
| 04   | McLaren-Mercedes | 8,0    |
| 05   | BMW Sauber       | 4,0    |

| Pos. | Konstrukteur         | Punkte |
| ---- | -------------------- | ------ |
| 06   | Renault              | 4,0    |
| 07   | Toro Rosso-Ferrari   | 4,0    |
| 08   | Williams-Toyota      | 3,5    |
| 09   | Ferrari              | 0,0    |
| 10   | Force India-Mercedes | 0,0    |